# Otto Lindner (Architekt)
Otto Lindner (* 27. April 1929 in Düsseldorf; † 1. Januar 2020 in Crans, Schweiz) war ein deutscher Architekt und Unternehmer.

## Leben
Otto Lindner lernte von 1943 bis 1946 zunächst den Beruf eines Maurers. Nach einer anschließenden Bauzeichnerlehre legte er sein Fachabitur ab und studierte bis 1952 Architektur an den damaligen Staatsbauschulen in Wuppertal und in Idstein im Taunus und graduierte als Ing. grad. Er arbeitete zunächst als Leiter der Bauabteilung der Walter Rau AG in Neuss.
1959 gründete er in Düsseldorf sein eigenes Architekturbüro, das bis heute als Lindner Architekten KG fortgeführt wurde, lange Jahre mit Otto Lindner als persönlich haftendem Gesellschafter. Aus dem Architekturbüro entstand die Lindner-Unternehmensgruppe unter anderem mit der Lindner Hotels AG in Belgien, Deutschland, der Schweiz, der Slowakei, Spanien, Tschechien und Österreich sowie die Gebau GmbH und die Rheinstern-Hotel GmbH. Bereits 2000 gab er die unternehmerische Verantwortung in die Hände seiner fünf Söhne.
Lindner engagierte sich für den Düsseldorfer Schwimmsport; er war 17 Jahre lang erster Vorsitzender des Düsseldorfer Schwimmclub 1898 (DSV 98).
Otto Lindner war verheiratet mit Gerda geb. Horsten; aus der Ehe gingen fünf Söhne hervor.

## Projekte und Bauten (Auswahl)
- Kirchplatz in Düsseldorf
- Gebäude-Ensemble der West LB in Düsseldorf
- Erweiterung der Traditionsbrauereien Uerige und Schlüssel in Düsseldorf
- Restaurierung des Ostflügels von Schloss Benrath
- Neugestaltung des Restaurants im Düsseldorfer Rheinturm (Fernsehturm)
- WDR-Studios im Medienhafen in Düsseldorf
- Kö-Bogen in Düsseldorf
- ISS Dome in Düsseldorf
- Lindner Congress Hotel am Düsseldorfer Seestern (ehem. Düsseldorfer Bürozentrum „Am Seestern“)
- Boardinghäuser Lindner Messe Residence
- Lindner Rhein Residence im Rheinhof in Düsseldorf–Meerbusch
- Lindner Parkhotel & Spa im Allgäu
- Bürohaus Schwachhauser Heerstraße 41 in Bremen